# 1 Łotewski Ochotniczy Pułk Policyjny Ryga
1 Łotewski Ochotniczy Pułk Policyjny „Ryga” (niem. Lettisches Freiwilligen Polizei Regiment 1 „Riga)” - kolaboracyjna ochotnicza jednostka policyjna złożona z Łotyszy podczas II wojny światowej

## Historia
Został utworzony na pocz. sierpnia 1943 jako Lettisches Freiwilligen Polizei Regiment. W jego skład weszły 276, 227, 278 i 312 Łotewskie bataliony policyjne. 4 września pułk przemianowano na Lettisches Freiwilligen Polizei Regiment 1 „Riga”. Na jego czele stanął Waffen-Standartenführer Roberts Osis. Funkcję szefa sztabu pełnił Waffen-Hauptsturmführer Augusts Millers. 20 września pułk został przeniesiony na południe od Dyneburga. Początkowo pułk brał udział w działaniach antypartyzanckich. Na pocz. listopada trafił na front w rejon Newela, gdzie przez 4 miesiące odpierał ataki Armii Czerwonej, ponosząc ciężkie straty. 29 grudnia dowódcą pułku został Waffen-Obersturmbannführer Osvalds Meija. W marcu 1944 resztki pułku zostały wycofane z frontu na tyły dla wypoczynku i uzupełnienia stanów osobowych. W dowód odwagi podczas walk jego żołnierze dostali w maju tego roku prawo noszenia na rękawie mundurów opasek z nazwą pułku Lett.Freiw.Pol.Rgt. Riga. W poł. lipca Łotyszy przeniesiono do Witebska, gdzie podporządkowano ich dowództwu Grupy Armii "Mitte". We wrześniu pułk został przeformowany. W październiku przewieziono go statkami do Windawy, gdzie Łotysze dostali nowe uzbrojenie i wyposażenie wojskowe. W grudniu pułk został jednak rozformowany, a jego żołnierze weszli w skład 15 Dywizji Grenadierów SS jako Waffen-SS Grenadier Regiment 1 „Riga”.

## Skład organizacyjny
- I batalion - d-ca Waffen-Obersturmbannführer Juris Taube
- II batalion - d-ca Waffen-Obersturmbannführer Alberts Kleinbergs
- III batalion - d-ca Waffen-Hauptsturmführer Karlis Mikelsons
- IV batalion - d-ca Waffen-Obersturmbannführer Janis Birzulis